# Казанский Даниловский монастырь
Дани́ловский Каза́нский монасты́рь на Гору́шке — женский монастырь Ярославской епархии Русской Православной церкви, расположенный в поселке Горушка Даниловского района Ярославской области на левом берегу реки Пеленги.
Свою историю монастырь ведет с 1894 года, когда на возвышенности близ города Данилова обосновалась небольшая православная женская община. Через семь лет, в 1901 году, по указу императора Николая II община получила монастырский статус. Обитель просуществовала тридцать три года до её закрытия советскими властями в 1928 году. В настоящий момент возрождена и имеет статус действующего монастыря.

## История монастыря

### Основание и жизнь общины (1894-1900)
В 1894 году в местности Горушка, обнесенной сосновым бором, по инициативе Параскевы Петровны Козловой началось строительство корпусов и помещений для расположения в них новой церковной женской общины. Дата её официального основания - 9 июля 1894 года. К открытию обители были построены главный келейный корпус с домовой церковью, трапезная, баня, два сарая и погреб. Через два года здесь был обустроен хозяйственный двор с коровниками и конюшнями. Ещё через год, в 1897, обитель обзавелась кирпичным заводом, устроенным в деревне Нохрине, что позволило приступить к возведению колокольни. В 1900 году двухъярусная белокаменная колокольня со святыми вратами была достроена и освящена. К 1899 году были построены ещё несколько общежительных корпусов для сестер-послушниц. За несколько лет община стала насчитывать в своем составе порядка 80 человек.
Настоятельницей общины стала рясофорная монахиня Параскева Козлова. Она родилась в 1842 году и происходила из купеческой семьи. Получив домашнее образование, несколько лет служила сестрой-послушницей в Вышне-Волоцком монастыре. В 1880 году Параскева Петровна уехала в Иерусалим как паломница, где несколько лет жила в монастыре Св. Екатерины и занималась его благоустройством, устроив храм во имя Великомученицы Екатерины. За это ей была дана грамота от Иерусалимского патриарха Никодима. В 1893 году она получила такую же грамоту от патриарха Герасима за устроение драгоценной ризы над кувуклией Гроба Господня. После этого Параскеве Козловой были отданы в пожизненное пользование две кельи в монастыре Св. Екатерины, однако женщина решила вернуться на родину и, приняв постриг, обустроить новый монастырь.
Даниловская женская община жила за счет благотворительности и в первые годы своего существования активно поддерживалась местными и петербургскими купцами. Ярыми покровителями обители, как считается, было семейство купцов Ворохобиных. Тем не менее активная благотворительная деятельность осуществлялась и самой общиной: она собирала многочисленные пожертвования и организовывали приюты. В 1896 году при обители появился странноприимный дом. Известно также, что сестры шили одежду и заготавливали некоторые продукты для заключенных.

### Даниловский женский монастырь и строительство Казанского собора (1901-1928)

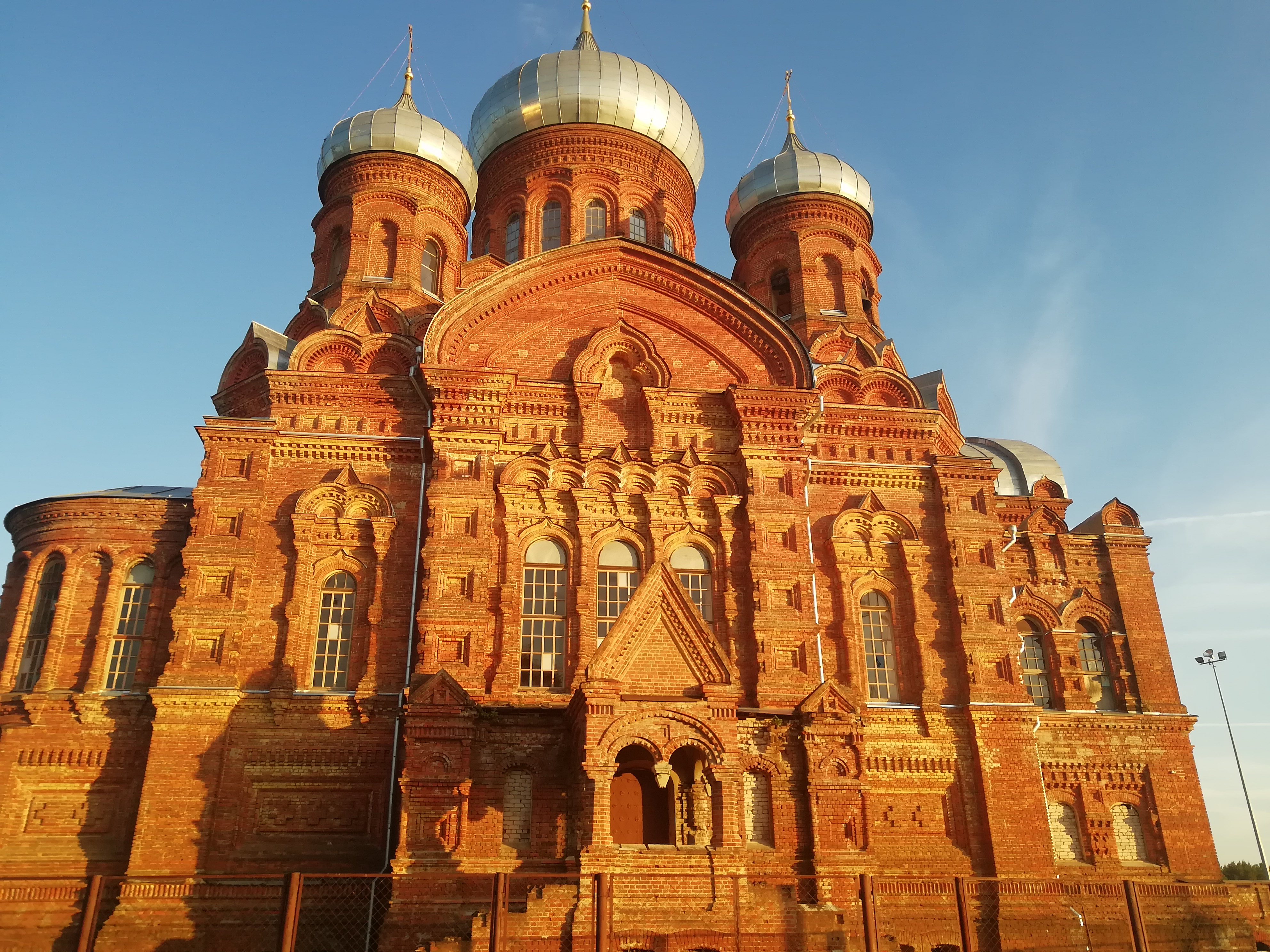
Казанский собор Данилова монастыря. Северный фасад. 2018 г.

Со временем небольшую деревянную домовую церковь, освященную вместе с остальными монастырскими постройками 31 июля 1894 года архиепископом Ионафаном, стало посещать больше людей, чем она могла в себя вместить. На службы, помимо сестер, стекалось немалое число паломников. Многие жители Данилова также предпочитали молиться здесь. Это обстоятельство заставило настоятельницу задуматься о постройке большого монастырского собора. В 1897 году во время визита в общину Иоанна Кронштадтского она испросила у него святое благословение на возведение храма в честь Казанской иконы Божией Матери. По рассказам, монахиня Михаила знала отца Иоанна ещё со времени своего служения в Вышне-Волоцком монастыре, где тот часто бывал. Иоанн Кронштадтский благословил строительство и пообещал помочь с поиском архитектора. Есть легенда, что отец Иоанн Кронштадтский даже освятил закладку будущего собора.
В 1900 году, после одобрения проекта собора Святейшим Синодом, настоятельница Михаила подала прошение о присвоении общине монастырского общежительного статуса. Уже через несколько месяцев, в 1901 году, община официально стала монастырем, а монахиня Михаила была возведена в сан игуменьи. Поначалу строительство собора шло полным ходом: у монастыря было тридцать тысяч рублей собственного бюджета и ещё двадцать тысяч, оставленные ему в наследство вдовой купца И. В. Ворохобина специально для возведения этого храма. В этом деле также большую пользу приносил и кирпичный завод. Однако после смерти духовного наставника Михаилы Иоанна Кронштадтского в 1908 году, а затем и со смертью самой игуменьи дела монастыря пошли на спад.
После смерти монахини Михаилы в 1909 году, прибывшая на её место монахиня Иоанна застала монастырь в плачевном состоянии, с недостроенным храмом. Из-за отсутствия средств она приняла решение остановить стройку, на которую уже было израсходовано 75 тысяч рублей, и сосредоточиться на развитии самой общины. В феврале 1912 года она писала обер-прокурору Синода В. К. Саблеру:

У употребляю все старание, отыскиваю благотворителей, но к величайшему моему огорчению, все мои труды напрасны, так как в настоящее время почти невозможно найти благотворителей, которые бы сочувственно относились к святым храмам, а особенно к монастырям…
.При игуменье Иоанне дела Даниловского Казанского монастыря наладились, но продолжить возведение собора с уже позеленевшими к тому времени стенами и прогнившими лесами ей не удалось. Отчаянно настоятельница писала письма В. К. Саблеру в надежде на материальную помощь Святейшего Синода, но выделенные средства были ничтожно малы даже для того, чтобы просто покрыть собор. Современники оценивали строительные затраты в 155 тысяч рублей. Не найдя поддержки, игуменья Иоанна запросила отставки в 1912 году. Через два месяца после она скончалась.

Строительство Казанского собора было возобновлено летом 1915 года при новой игуменье Марии (Пирожковой) спустя семь лет простоя. В даниловской типографии Ломиковского были напечатаны подписные листы; по ним осуществлялся сбор пожертвований. В них содержался следующий текст:
«Воззвание к жертвователям. С благословения Св. Синода умоляем Вас, Христолюбивейшие благодетели, помогите нам достроить соборный храм, начатый в нашей обители с благословения О. Иоанна Кронштадтского с 1900 года во имя Казанской иконы Божьей Матери. За неимением средств храм по сие время не покрыт, каменная кладка портится от сырости, леса сгнили. Сама Царица Небесная примет Вашу лепту и воздаст Вам сторицею, а обитель будет вечно молиться за храмоздателей. Председательница Комитета Игуменья Мария»
В 1917 году Казанский собор Даниловского монастыря был достроен. Освящение храма состоялось 29 сентября 1918 года Патриархом всея Руси Тихоном при многочисленном скоплении людей. Это был последний храм, освященный на территории страны до 90-х гг. XX века. На освящении также присутствовал и архитектор-проектировщик собора В. А. Косяков.

В течение десяти лет после этого события монастырь жил размеренной жизнью, а в новопостроенном соборе регулярно совершались службы. Настоятелем собора стал отец Захария Бенедиктов. Зимой 1927-1928 гг. вооруженные люди пришли в женскую обитель и приказали сестрам освободить территорию монастыря. Все монастырское имущество было конфисковано государством.

### Судьба монастыря в советское время и его современное состояние
После разгона, в довоенное время в главном корпусе монастыря разместилось общежитие педагогического института; в здании трапезной был организован детский приют. В 1931 году в монастыре была организована сельскохозяйственная артель «Красная Горушка». В 1928 (1932) году взорвали монастырскую колокольню, которая находилась прямо напротив восточного фасада Казанского собора. Сейчас от неё остался лишь бугорок. В самом соборе были оборудованы колхозные склады, располагалась водонапорная башня и работала небольшая электростанция. В алтарной части храма одно время располагался магазин-сельпо.
В 1960-х годах монастырские здания были переданы государству и остались без присмотра. Многие из них после этого начали быстро разрушаться. В августе 1980 года во время пожара сгорели купола собора. В 1988 году соборный храм был передан Русской Православной Церкви и приписан к Вознесенской кладбищенской церкви. Спустя некоторое время, 1992 году, при Казанском храме, освящение которого состоялось 21 июля 1990 года, был открыт приход, настоятелем которого стал священник Георгий Усков. В конце 1995 года Казанский собор был включён в «Список памятников культуры федерального значения». Были заложены лакуны в стенах, частично восстановлены стекла и возведены новые купола.
В 2002 году было принято решение о возрождении женской монашеской обители. Первоначально здесь было открыто подворье Ярославского Казанского монастыря, откуда 17 июля 2003 года сюда приехала инокиня Агафангела (Гаева). Постриженная 6 декабря 2003 года в монахини с именем Екатерина, она через месяц была назначена настоятельницей монастыря, который был открыт решением Синода РПЦ от 26.12.2003 г. С 27 марта 2007 года по 4 января 2022 настоятельницей монастыря была игумения Филарета (Гусакова), а с 30 мая 2024 года настоятельницей монастыря является игумения София (Анфалова)
В настоящее время монастырь все ещё нуждается в пожертвованиях для соборных нужд и развития обители в целом.

## Собор иконы Казанской Божией Матери Даниловского Казанского монастыря

### Внешнее убранство
Казанский собор построен в русском стиле конца 80—90-х гг. XIX века, направления, тяготеющего к узорочью. Архитектором собора был Василий Антонович Косяков.

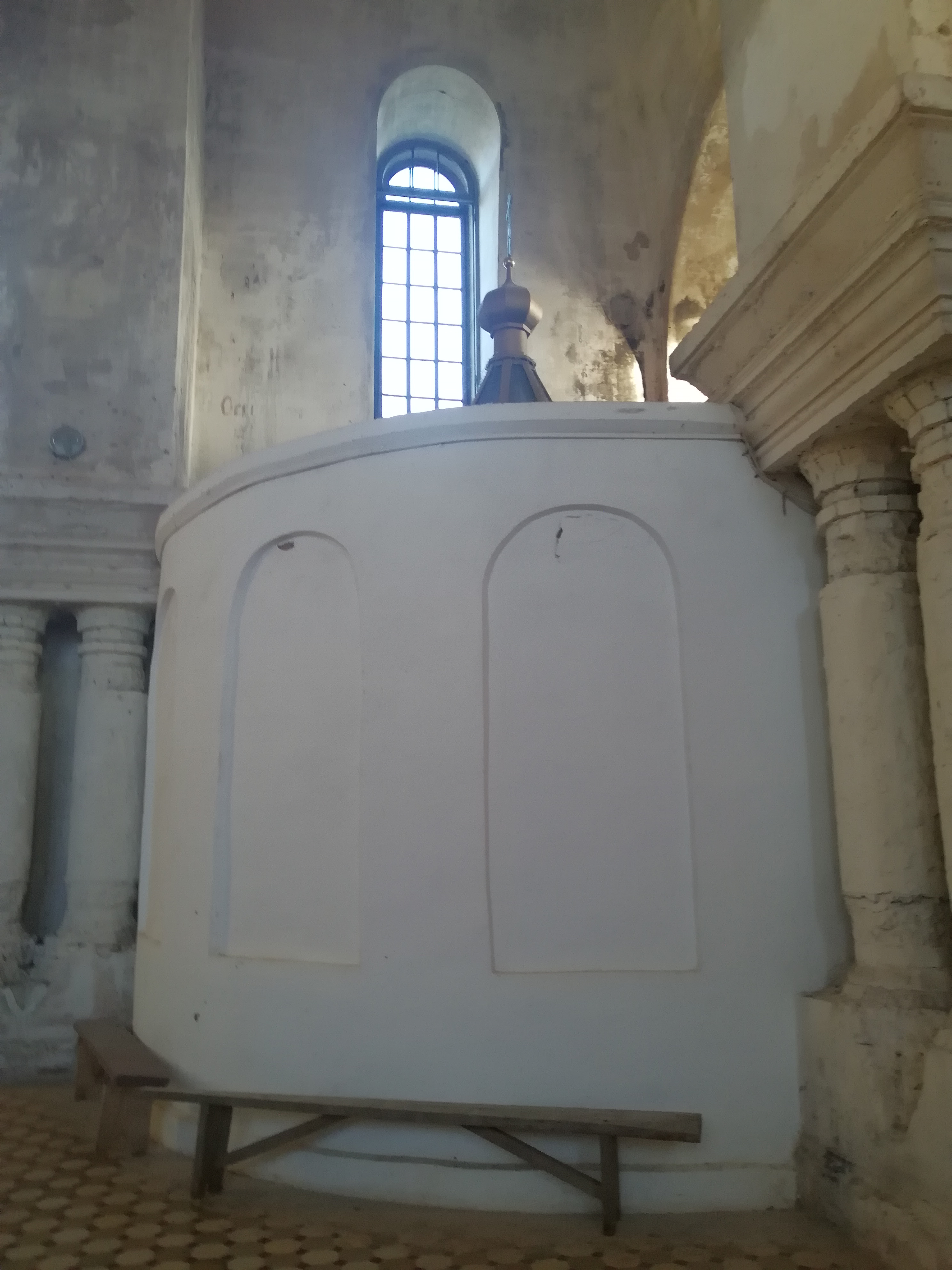
Пристроенный маленький храм справа от главного входа

Основное здание трехпридельного храма представляет в плане квадрат, усложненный с западной стены чуть более низким, чем основной объём, притвором, а с восточной стены - трехчастной апсидой с огибающей её по периметру обходной галереей, также более низкой, чем сами апсиды. Храм имеет три идентичных входа - главный с запада и два боковых с севера и с юга, к каждому из которых ведет высокая лестница. У западного входа лестница прямая и широкая, у двух других - узкие двухмаршевые. Три арочных крыльца с гирьками стоят на резных колоннах, завершающихся крутыми треугольными фронтонами. Собору присущи высокие, узкие, щелевидные окна. Окна первого этажа обрамляют рамочные наличники. В середине всех фасадов, кроме западного, - огромная килевидная закомара. На северном, западном и южном фасадах выполнены большие резные фронтоны, образованные двумя пилястрами, соединяющимися полукружием вверху. Пилястры украшены ширинками. По трем фасадам расположены карнизы с дентикулами. Здание увенчивается мощным пятиглавием. Изначально все барабаны были световыми, но после восстановления куполов в конце XX в. окна четырёх меньших глав были заложены. Сейчас только одна центральная глава - световая, открытая в пространство интерьера. Основания боковых глав украшают пояса кокошников. Одна из боковых глав служит теперь колокольней. Храм поднят на высокий цоколь и имеет очень ажурную кладку из красного кирпича. Вместо облицовочной плитки собор был покрашен золотисто-песчаной краской, облезшей со временем и оставшейся только в некоторых местах. В целом все внешнее убранство собора очень симметрично и пропорционально.
Замышлялся храм как зимний, в подвале были две большие печи, в стенах проходят дымоходы, но требовалось слишком много древесных ресурсов и угля, чтобы протопить весь собор, поэтому функционировал он только в качестве летнего храма.

### Интерьер

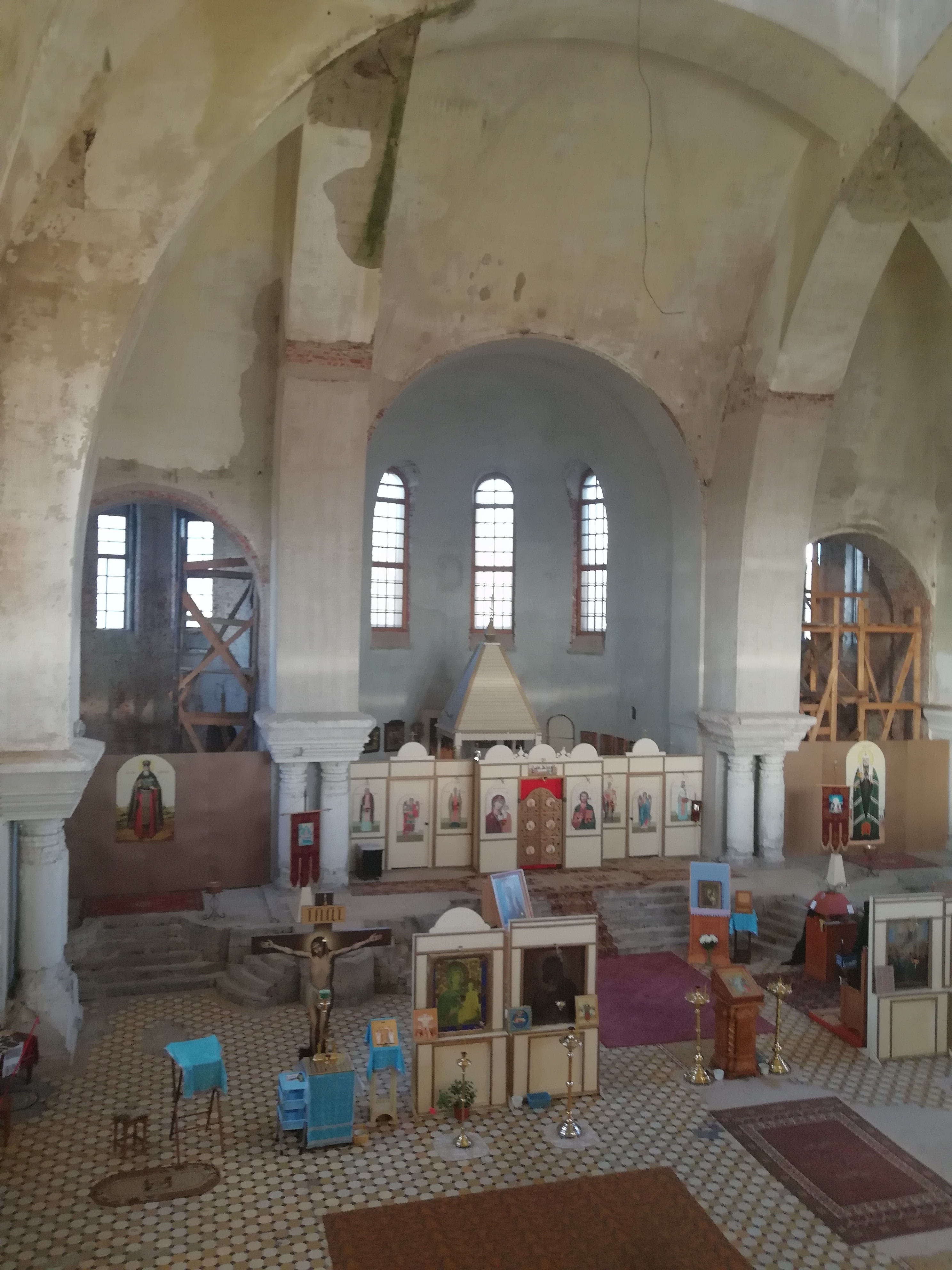
Внутреннее убранство собора. Восточная стена. Вид с хора

Внутреннее убранство собора было и остается весьма скромным. Расписана была только алтарная часть, остальное храмовое пространство покрашено белой краской. По колоннам и карнизам раньше были лепные гипсовые украшения растительного орнамента. В храме была выполнена высокая шестиступенчатая солея с двухъярусным киотным иконостасом, не сохранившимся до наших дней. Солея была отделана цветной плиткой. В окнах редко встречаются цветные стекла. На четырёх мощных цепях от перекрещивающихся арок сводов, поддерживающих купол, было подвешено массивное медное паникадило, к настоящему моменту утраченное. Перекрестия арок сводов также были декорированы лепниной. На крыше собора центральную световую главу обходит крытая галерея с выходами в пространство барабанов меньших боковых глав. На западной стене расположены хоры.
По северной стене собора в настоящий момент организован небольшой музей ценностей Даниловского монастыря, которые удалось сохранить после его закрытия. В основном это предметы обихода и личного пользования бывших настоятелей собора и сестер: одежда, посуда, швейная машинка и т.п.
Между южной и западной стенами внутри собора устроен маленький храм, в котором в настоящее время проходят службы. Храм отапливается, что позволяет проводить там службы весь год.  Расписан был местным художником Владимиром Середой в 2005 году.